# Flying in a Blue Dream
| Críticas profissionais | Críticas profissionais |
| Avaliações da crítica  | Avaliações da crítica  |
| Fonte                  | Avaliação              |
| ---------------------- | ---------------------- |
| Allmusic               | [ 1 ]                  |

Flying in a Blue Dream é o terceiro álbum de estúdio do guitarrista virtuoso estadunidense de rock instrumental Joe Satriani. Foi lançado em 1989. Por conta dese trabalho, Satriani recebeu uma indicação ao Grammy Awards, na categoria "melhor performance de rock"
A faixa-título do álbum (Flying in a Blue Dream) foi eleita pelo canal VH1 como a 4a Melhor Faixa Instrumental de Hard Rock & Heavy Metal de todos os tempos.
Outro destaque fica por conta da canção "Back to Shalla-Bal", que faz parte da trilha sonora do jogo eletrônico Formula 1], do Playstation em 1996

## Faixas
Todas canções são composições de Joe Satriani.
| N.º            | Título                                            | Duração |  |
| 1.             | "Flying in a Blue Dream"                          | 5:23    |  |
| 2.             | "The Mystical Potato Head Groove Thing"           | 5:09    |  |
| 3.             | "Can't Slow Down"                                 | 4:49    |  |
| 4.             | "Headless"                                        | 1:30    |  |
| 5.             | "Strange"                                         | 5:02    |  |
| 6.             | "I Believe"                                       | 5:54    |  |
| 7.             | "One Big Rush"                                    | 3:25    |  |
| 8.             | "Big Bad Moon"                                    | 5:15    |  |
| 9.             | "The Feeling"                                     | 0:50    |  |
| 10.            | "The Phone Call"                                  | 3:01    |  |
| 11.            | "Day at the Beach (New Rays from an Ancient Sun)" | 2:03    |  |
| 12.            | "Back to Shalla-Bal"                              | 3:14    |  |
| 13.            | "Ride"                                            | 4:56    |  |
| 14.            | "The Forgotten (Part One)"                        | 1:12    |  |
| 15.            | "The Forgotten (Part Two)"                        | 5:08    |  |
| 16.            | "The Bells of Lal (Part One)"                     | 1:19    |  |
| 17.            | "The Bells of Lal (Part Two)"                     | 4:07    |  |
| 18.            | "Into the Light"                                  | 2:30    |  |
| Duração total: | Duração total:                                    | 64:47   |  |

## Créditos Musicais
- Joe Satriani – vocais (faixas 3, 5, 6, 8, 10, 13), guitarras, banjo, teclado, percussão, programação, linha de baixo, harmonica, arranjos, produção
- John Cuniberti – Sitar, percussão, engenharia, produção
- Jeff Campitelli – bateria, percussão
- Bongo Bob Smith – bateria (faixas 5, 12, 13), percussão (faixas 5, 12, 13)
- Simon Phillips – baterias (track 6)
- Stuart Hamm – baixo (faixas 5, 17)

## Vendas e Certificações
| Certificação     | Vendas   | Ref.  |
| ---------------- | -------- | ----- |
| (RIAA) - Ouro    | 100,000+ | [ 4 ] |
| (BPI) - Prata    | 60,000+  | [ 5 ] |
| (RMNZ) - Platina | 15,000+  | [ 6 ] |

## Prêmios e Indicações

### Álbum
| Ano  | Prêmio        | Indicação                    | Resultado |
| ---- | ------------- | ---------------------------- | --------- |
| 1991 | Grammy Awards | Best Rock Instrumental Album | Indicado  |

## Paradas Musicais

### Álbum
| Ano  | Ranking           | Posição |
| ---- | ----------------- | ------- |
| 1989 | The Billboard 200 | 23      |
| 1989 | RMNZ              | 7       |
| 1989 | ARIA Charts       | 21      |
| 1989 | Sverigetopplistan | 34      |
| 1989 | MegaCharts        | 76      |
| 1989 | RPM               | 25      |

### Músicas
| Ano  | Música             | Ranking                              | Posição |
| ---- | ------------------ | ------------------------------------ | ------- |
| 1989 | Big Bad Moon       | Billboard Hot Mainstream Rock Tracks | #31     |
| 1989 | One Big Rush       | Billboard Hot Mainstream Rock Tracks | #36     |
| 1990 | Back to Shalla-Bal | Billboard Hot Mainstream Rock Tracks | #17     |
| 1990 | I Believe          | Billboard Hot Mainstream Rock Tracks | #17     |